# Eine Frage der Moral
Eine Frage der Moral. Warum wir politisch korrekte Sprache brauchen ist eine Streitschrift des Sprachwissenschaftlers Anatol Stefanowitsch. Darin plädiert der Autor für den Gebrauch einer nicht diskriminierenden oder abwertenden Sprache. Das Buch erschien im März 2018 im Dudenverlag.

## Inhalt und Aufbau

### Was politisch korrekte Sprache ist und wer sie kritisiert
Im ersten Kapitel Was politisch korrekte Sprache ist und wer sie kritisiert zählt Stefanowitsch zunächst Beispiele für veränderten, nicht-diskriminierenden Sprachgebrauch auf, der in den Medien oder in der Bevölkerung auf Ablehnung stieß und als übertriebene Politische Korrektheit wahrgenommen wurde – so etwa die gendergerechte Umformulierung der Straßenverkehrsordnung („wer am Verkehr teilnimmt“ statt „alle Verkehrsteilnehmer“).
Daraufhin versucht Stefanowitsch, die einzelnen Vorwürfe gegen politisch korrekten Sprachgebrauch zu entkräften, nämlich:
- den Vorwurf der Beschädigung literarischer und kultureller Traditionen,
- den Vorwurf des Eingriffs in die natürliche Sprachentwicklung,
- den Vorwurf unästhetischer Formulierungen,
- den Vorwurf einer gestörten Kommunikation durch missverständliche Formulierungen und
- den Vorwurf der Zensur.

Stefanowitsch nennt sprachgeschichtliche Fakten und zitiert neben den bekannten, kritisierten Beispielen auch Gegenbeispiele, die in den Medien gar nicht beachtet wurden. So arbeitet er heraus, dass die Kritik nur sehr selektiv geäußert wird, nämlich immer dann, wenn es um sprachliche Änderungen zugunsten einer bisher herabgewürdigten Gruppe geht, während andere Eingriffe in die Sprache akzeptiert werden. So lösen Umbenennungen von Veranstaltungen (wie „Wintermarkt“ statt „Weihnachtsmarkt“) nur dann Empörung aus, wenn sie angeblich aus Rücksicht auf Muslime vorgenommen wurden. Dies stellt die Ernsthaftigkeit der vorgebrachten Empörung über den Verfall von Kultur, Literatur und Sprache in Frage.

### Wie Sprache und Moral zusammenhängen
Im zweiten Kapitel Wie Sprache und Moral zusammenhängen stellt Stefanowitsch seine Position dar, dass (im Allgemeinen) Sprachgebrauch einer moralischen Bewertung zugänglich sei und dass (im Besonderen) die Vermeidung abwertender Ausdrücke eine Form moralischen Handelns sei. Dazu vergleicht er die moralische Forderung nach politisch korrekter Sprache mit anderen Formen moralisch intendierter Sprachkritik, wie der Kritik an Euphemismen, Lehnwörtern oder unnötig komplexer Sprache. Daraufhin wendet er den bekanntesten Leitsatz der Moralphilosophie, die Goldene Regel, auf die Sprache an: Wer z. B. selbst nicht mit herabwürdigenden Ausdrücken belegt werden möchte oder nicht jedes Mal überlegen will, ob er in einem Text „mitgemeint“ ist, sollte dies auch anderen Bevölkerungsgruppen nicht zumuten. Auch werden hier typische Argumentationslinien der Gegner politisch korrekter Sprache entkräftet, etwa der Hinweis auf die Etymologie des Wortes Neger, die für das Gefühl der Herabwürdigung viel weniger ausschlaggebend ist als die heutigen Konnotationen des Wortes.
Am Schluss des Kapitels stellt Stefanowitsch eine Auswahl abwertender Ausdrücke für verschiedene gesellschaftliche Gruppen zusammen, durch die er zeigt, dass es für Frauen und Minderheiten eine viel größere Auswahl an viel stärker abwertenden Ausdrücken gibt als für Angehörige der sozial dominierenden Gruppen (Deutsche, Weiße, Männer, Heterosexuelle, Nicht-Behinderte). Dadurch entstehe der ungerechte Umstand, dass  man eine Abneigung gegenüber der dominierenden Gruppe explizit äußern und gegebenenfalls begründen muss, während man eine Abneigung gegenüber der Minderheit einfach durch die Wahl eines entsprechend konnotierten Ausdrucks, quasi nebenbei, ausdrücken kann – ohne dass man für diese Abwertung selbst verantwortlich gemacht werden kann. Somit stellt Stefanowitsch klar, dass es ihm nicht um ein Verbot des abwertenden Sprechens über andere Gruppen geht, sondern darum, dass dies „für alle mit dem selben Aufwand verbunden“ sein sollte.

### Wie wir moralisch sprechen
Im dritten Kapitel Wie wir moralisch sprechen geht es darum, welche Formulierungen konkret als abwertend empfunden werden und welche sprachlichen Alternativen es gibt. Zuerst plädiert Stefanowitsch dafür, den betroffenen Gruppen zuzuhören, wenn diese über ihre Diskriminierungserfahrungen sprechen, und ihnen „mehr zu glauben als uns und anderen Nichtdiskriminierten“. Er empfiehlt, der Goldenen Regel folgend, bei der Bezeichnung von Gruppen deren Eigenbezeichnung im Regelfall zu übernehmen, weist aber auch (am Beispiel von „Zigeunern“, „Eskimos“ und „Indianern“) auf die Heterogenität oder Konstruiertheit mancher Gruppen und die damit einhergehende unterschiedliche Akzeptanz einer Gruppenbezeichnung hin. Zudem gibt es Gruppen, die aufgrund ihrer heterogenen Zusammensetzung gar keine Eigenbezeichnung haben, wie etwa Menschen mit Behinderung.
Als Alternative zu subjektiven Aussagen von einzelnen Betroffenen sieht er die korpuslinguistische Analyse einzelner als abwertend empfundener Bezeichnungen. Diese zeigt zum Beispiel, dass die Wörter Neger und Zigeuner viel häufiger mit abwertenden oder stereotypisierenden Adjektiven verbunden sind als die Alternativen Schwarzer oder Sinti und Roma.

### Schluss
In einem kurzen Schlusskapitel macht Stefanowitsch nochmal deutlich, dass es ihm um die Beseitigung „strukturelle[r] sprachliche[r] Ungleichheiten“ geht, nicht um ein Verbot bestimmter Meinungen. Er sieht die Bekämpfung abwertender Sprache als ersten, aber noch lange nicht hinreichenden Schritt hin zu gesellschaftlicher Gleichwertigkeit aller sozialen Gruppen.

## Rezeption
Das Buch wurde insgesamt positiv rezensiert, beispielsweise in der Süddeutschen Zeitung und auf Spektrum.de. Hauptsächlich wurde die Plausibilität der gewählten Beispiele und die Nachvollziehbarkeit der Argumentation gelobt. In der Folge wurde Stefanowitsch mehrfach zum Thema der politischen Korrektheit und zu seinem Buch interviewt. Eine Ausnahme bildet Marius Fränzel, der auf seinem Rezensionsblog Bonaventura Stefanowitschs Grundgedanken zwar zustimmt, aber den moralphilosophischen Ansatz als zu kurz gedacht kritisiert und im Gegensatz zu Stefanowitsch die nachträgliche Änderung von literarischen Werken grundsätzlich ablehnt.

## Quelle
- Anatol Stefanowitsch: Eine Frage der Moral. Warum wir politisch korrekte Sprache brauchen. Dudenverlag, Berlin 2018, ISBN 978-3-411-74358-2.